# Tiazol
Tiazol (1,3-tiazol) je heterociklično jedinjenje koje sadrži sumpor i azot. Termin „tiazol“ označava i veliku familiju derivata. Sam tiazol je bledo žuta tečnost sa mirisom sličnim piridinu i molekulskom formulom . Tiazolni prsten je komponenta vitamina tiamina (B1).

## Molekulska i elektronska struktura
Tiazoli su azolna heterociklična jedinjenja zajedno sa imidazolima i oksazolima. Kod oksazola je sumpor zamenjen kiseonikom, dok je kod imidazola zamenjen azotom. Tiazol je isto tako funkcionalna grupa.
Tiazolni prsten je planaran i aromatičan. Kod tiazola su pi-elektroni delokalizovani u većoj meri nego kod oksazola, te su stoga tiazoli aromatičniji. To svojstvo se potvrđuje hemijskim pomeranjem protona prstena u protonskoj NMR spektroskopiji (između 7.27 i 8.77 ppm), što jasno ukazuje na jaku dijamagnetičku struju prstena. Proračuni pi-elektronske gustine ukazuju da je C5 primarno mesto za elektrofilnu supstituciju, a C2 za nukleofilnu supstituciju.

## Rasprostranjenost tiazola i tiazolijum soli
Tiazoli se nalaze u mnoštvu specijalizovanih proizvoda, često spojeni sa derivatima benzena, takozvani benzotiazoli (npr. luciferin). Osim vitamina B1, tiazolni prsten je prisutan u epotilonu. Komercijalno značajni tiazoli su uglavnom boje i fungicidi.

## Organska sinteza
Postoji više laboratorijskih metoda za organsku sintezu tiazola.
- Hantzčova sinteza tiazola (1889) je reakcija između haloketona i tioamida. Na primer, 2,4-dimetiltiazol se sintetiše iz acetamida, fosfornog pentasulfida, i hloroacetona.[6] Još jedan primer[7] je prikazan ispod:

- U jednoj adaptaciji Robinson-Gabrielove sinteze, 2-acilamino-ketoni reaguju sa fosfor-pentasulfidom.
- U Kuk-Heilbronovoj sintezi, α-aminonitril reaguje sa ugljen-disulfidom.
- Pojedini tiazoli se mogu formirati primenom Herzove reakcije.

### Biosinteza
Nekoliko biosintetičkih puteva proizvodi tiazolni prsten, koji je neophodan za formiranje tiamina. Sumpor tiazola potiče od cisteina. Kod anaerobnih bakterija, CN grupa se izvodi iz dehidroglicina.

## Reakcije
Reaktivnost tiazola se može prikazati na sledeći način:
- Deprotonacija na C2: negativno naelektrisanje na ovoj poziciji je stabilizovano u obliku ilida; Grignardovi reagensis i organolitijumska jedinjenja reaguju na tom mestu, zamenjujući proton

2-(trimetilsiliil)tiazol (sa trimetilsilil grupom u 2-poziciji) je stabilna zamena i reaguje sa nizom elektrofila kao što su aldehidi, acil halidi, i keteni
- Elektrofilna aromatična supstitucija u C5 zahteva aktivirajuću grupu, kao što je metil grupa u ovoj brominaciji:

- Nukleofilna aromatična supstitucija često zahteva odlazeću grupu koja ne zadržava elektronski par, poput hlora

- Organska oksidacija na azotu daje tiazolni N-oksid. Mnogi oksidujući agensi postoje, npr. , hipofluorna kiselina pripremljena iz fluora i vode u acetonitrilu. U nekim slučajevima se oksidacija odvija na sumporu, čime se formira sulfoksid[10]: